# Nikólskoie (Xebékino)
Nikólskoie - Никольское (rus) - és un poble a l'óblast de Bélgorod, a Rússia. El 2010 tenia 413 habitants. Pertany al districte (raion) de Xebékino.